# (304) Olga
(304) Olga est un astéroïde de la ceinture principale découvert par Johann Palisa le 14 février 1891 à Vienne